# St. Brigiden (Köln)

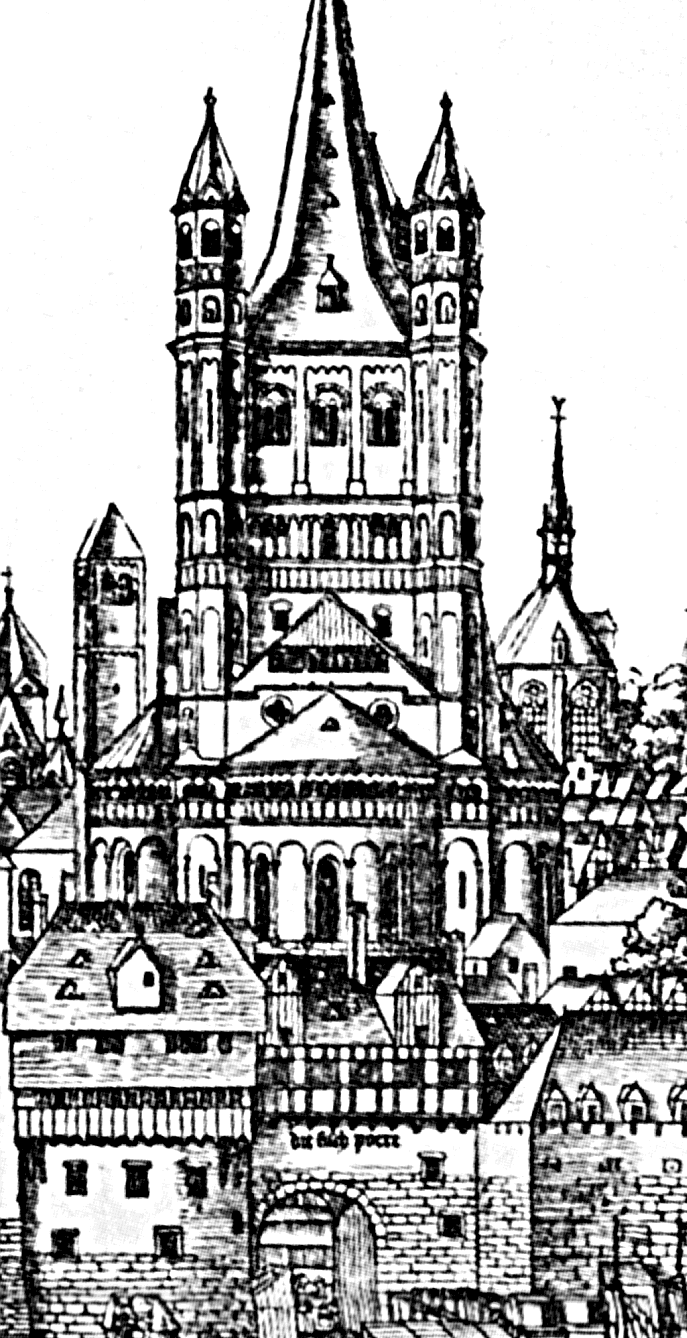
Links neben Groß St. Martin ist auf dem Holzschnitt von Anton Woensam der Turm von St. Brigiden erkennbar.

St. Brigiden (auch St. Brigida) war eine Pfarrkirche in der Rheinvorstadt von Köln mit der Schutzheiligen Brigida von Kildare. Die Nordwand der Kirche stand in direkter baulicher Verbindung mit der südlichen Langhauswand der späteren Basilika Groß St. Martin.
Erstmals als Pfarrkirche erwähnt wurde St. Brigiden 1172, ein Leutpriester mit Namen Wilhelm ist seit 1178 dokumentiert. Seit 1452 war Brigiden der Martinsabtei als Pfarrkirche zugehörig.

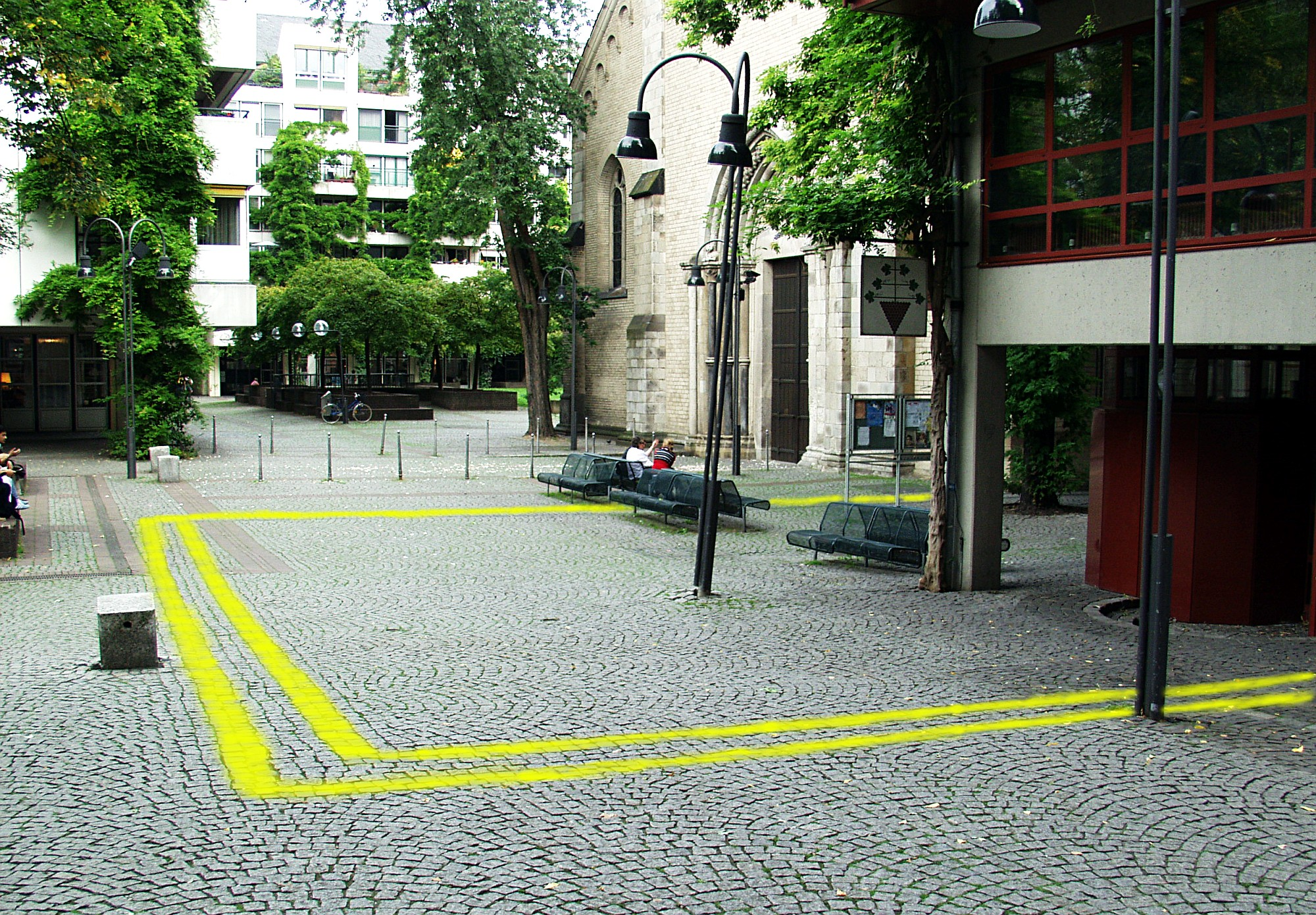
Umrisse von St. Brigiden in der heutigen Bebauung des Martinsviertels, digital hervorgehoben

Nach dem durch die französische Besatzungsregierung 1802 erlassenen Dekret zur Säkularisation wurde St. Brigiden auf Abbruch versteigert.
Groß St. Martin übernahm in Folge die Funktion als Pfarrkirche und St. Brigiden wurde nach und nach abgerissen; der zunächst erhaltene Turm war eng mit der Martinskirche verbunden und diente dieser noch einige Jahrzehnte als Orgeltreppe.
Im Jahr 1900 wurden die Langhaus- und Sockelfundamente bei Grabungen freigelegt, wovon Fotografien erhalten sind. Heute sind die Umrisse der Kirche im Boden vor und neben der Martinsbasilika durch dunklere Pflastersteine markiert.